# Peter A. Wolff
Pour les articles homonymes, voir Wolff.
Ne doit pas être confondu avec Peter Wolf.
Peter Adalbert Wolff, né le 15 novembre 1923 et mort le 5 septembre 2013, est un physicien américain considéré comme un pionnier de la recherche sur les semi-conducteurs,.

## Biographie
Il obtient son PhD en physique à UC Berkeley en 1951 et puis commence sa carrière chez Bell Telephone Laboratories l'année suivante. Par la suite, il rejoint le département de physique du MIT en 1970, devenant chef de la division matière condensée et physique atomique.
Avec P.M. Platzman, il est coauteur du manuel Waves and Interactions in Solid State Plasmas (1973). En 1976, il devient directeur du Laboratoire de recherche en électronique, puis du Laboratoire national Francis Bitter sur les aimants en 1981. Wolff quitte la chaire de directeur en 1987 prend sa retraite de son poste de professeur en 1989 pour devenir membre du NEC Research Institute nouvellement créé à l'université de Princeton. En 1994, il retourne au MIT en tant que chef du forum physique / industrie du département de physique et y reste professeur émérite jusqu'à sa mort.

### Liens
- Notices d'autorité :   - VIAF
  - ISNI
  - BnF (données)
  - IdRef
  - LCCN
  - CiNii
  - Belgique
  - Israël
  - NUKAT
  - Australie
  - Norvège
  - WorldCat